# Voires
Voires è un comune francese di 75 abitanti situato nel dipartimento del Doubs nella regione della Borgogna-Franca Contea.

## Storia

### Simboli
Lo stemma del villaggio di Voires è stato creato nel 2002. Il triangolo verde ricorda la forma della città vista dal cielo, così come l'origine del suo nome Vaires o Vaura che significa "pascolo" in francese antico.

## Società

### Evoluzione demografica
Abitanti censiti